# Réunion extraordinaire du Conseil européen du 10 avril 2019
Les dirigeants de l'UE à 27 se réunissent en Conseil européen extraordinaire le 10 avril 2019 pour examiner les tout derniers développements relatifs au Brexit. Cette réunion extraordinaire a été convoquée le 29 mars par Donald Tusk à la suite du nouveau rejet, le troisième, de l'accord de retrait par la Chambre des communes du Royaume-Uni.
Le 5 avril, Theresa May, Première ministre du Royaume-Uni, a envoyé à Donald Tusk, président du Conseil européen, une lettre demandant une nouvelle prorogation du délai prévu à l'article 50. Elle a proposé la date du 30 juin 2019, en ajoutant que le Royaume-Uni continuerait de préparer la tenue d'élections au Parlement européen pour le cas où le Royaume-Uni serait toujours membre de l'Union au moment du scrutin.
En réponse, le Conseil européen convient de reporter au plus tard au 31 octobre 2019 la date de sortie du Royaume-Uni pour permettre la ratification de l'accord de retrait.

## Brexit
Les discussions ont porté sur la durée du nouveau report de la date de sortie du Royaume-Uni et sur les conditions dont il devait être assorti. La France, et quelques pays, ont plaidé pour un report court, au 30 juin 2019, avant l'installation du nouveau Parlement européen, tandis que l'Allemagne, le président du Conseil européen et une majorité de pays ont soutenu un report long d'un an jusqu'au 31 mars 2021. Un accord de compromis s'est finalement fait sur un « report flexible » jusqu'au 31 octobre 2019 pour permettre la ratification de l'accord de retrait, « en accord avec le Royaume-Uni ».
Les Conclusions du Conseil, publiées dans la nuit du 10 au 11 avril, précisent que « si l'accord de retrait est ratifié par les deux parties avant cette date, le retrait interviendra le premier jour du mois suivant ». Fait plus rare, une Décision du Conseil européen, acte juridique de l'Union européenne, est publiée simultanément, en date du 11 avril 2019 prorogeant le délai au titre de l'article 50, paragraphe 3, du TUE. Ces deux documents définissent les modalités détaillées de ce report flexible ainsi que les conditions dont il est assorti.
Dans ces deux textes, les Vingt-Sept précisent que « cette nouvelle prorogation ne saurait compromettre le bon fonctionnement de l'Union et de ses institutions » et prennent « acte de l'engagement du Royaume-Uni d'agir de manière constructive et responsable tout au long de la période de prorogation, conformément au devoir de coopération loyale ».
Plus particulièrement, « si le Royaume-Uni est encore un État membre entre le 23 et le 26 mai 2019 et qu'il n'a pas ratifié l'accord de retrait d'ici au 22 mai 2019, il sera dans l'obligation de procéder aux élections au Parlement européen conformément au droit de l'Union. Dans le cas où ces élections n'ont pas lieu au Royaume-Uni, la prorogation devrait prendre fin le 31 mai 2019 ».

## Sources

#### Documents officiels
- Réunion extraordinaire du Conseil européen (article 50), 10/04/2019, Secrétariat général du Conseil, 10 avril 2019 (lire en ligne).
- Réunion extraordinaire du Conseil européen (article 50) (10 avril 2019) – Conclusions, Secrétariat général du Conseil, 10 avril 2019 (lire en ligne).
- Décision du Conseil européen, prise en accord avec le Royaume-Uni, prorogeant le délai prévu à l'article 50 du TUE, Secrétariat général du Conseil, 10 avril 2019 (lire en ligne).
- (en) Donald Tusk, Invitation letter by President Donald Tusk to the members of the European Council (Art. 50) ahead of their special meeting on 10 April 2019, Secrétariat général du Conseil, 9 avril 2019 (lire en ligne).

- (en) Theresa May, Lettre de Theresa May à Donald Tusk, 5 avril 2019, UK Government, 5 avril 2019 (lire en ligne).

- Brexit (informations générales et chronologie), Secrétariat général du Conseil, 9 avril 2019 (lire en ligne).

#### Articles
- Isabelle Lasserre, « L’intransigeance calculée d’Emmanuel Macron face au Brexit », Le Figaro,‎ 9 avril 2019 (lire en ligne).
- Alexis Feertchak et AFP agence, « «Report long» du Brexit: comment et pour quoi faire? », Le Figaro,‎ 10 avril 2019 (lire en ligne).
- Cécile Ducourtieux et Cédric Pietralunga, « Brexit : les trois scénarios des Européens, qui s’acheminent vers un report long », Le Monde,‎ 10 avril 2019 (lire en ligne).

## Compléments